# Massverkans lag
Massverkans lag, även kallad Guldberg-Waages lag efter norrmännen Cato Guldberg och Peter Waage, är en lag som för en reversibel kemisk reaktion ger ett samband mellan reaktanternas aktiviteter vid kemisk jämvikt. Uttryckt som en generell formel lyder sambandet:
{\displaystyle K=\prod _{i=1}^{n}a_{i}^{\nu _{i}}.}
Här är
- K = reaktionens jämviktskonstant;
- a = de olika ämnenas aktiviteter, som är lika med deras koncentrationer om aktivitetskoefficienterna är lika med 1;
- ν = den stökiometriska koefficienten, med positiv tecken för reaktionsprodukter och negativ tecken för reagens.

I en allmän form kan en reversibel process skrivas: A + B  ⇄  C + D. Startas processen med A och B kommer C och D att bildas, men dessa senare börjar då att reagera under bildning av A och B. Eftersom hastigheten för reaktionen mellan två ämnen är proportionell mot ämnenas respektive koncentration är hastigheten för ovanstående reaktion från höger till vänster först noll, men den ökar allteftersom det bildas mer och mer av C och D. Oavsett om man utgår från A + B eller C + D kommer man förr eller senare till ett tillstånd där reaktionen är lika snabb i båda riktningarna. Lika mycket C + D bildas då per tidsenhet som det förbrukas och mängden av A + B respektive C + D kommer då inte att förändras trots att processen fortfarande löper i båda riktningarna. Man säger att en dynamisk jämvikt inträtt i systemet. 

## Exempel: vatten
En känd jämviktsreaktion är vattnets autoprotolys: 2H2O  ⇄  OH- + H3O+. Då gäller i termer av koncentrationer:
{\displaystyle K={\frac {[{\rm {OH}}^{-}][{\rm {H_{3}O}}^{+}]}{[{\rm {H_{2}O}}]^{2}}}.}
Eftersom vattenkoncentrationen är praktiskt tagen konstant, definierar man vattnets dissociationskonstant som Kw = [OH-]·[H+] = 10-14 vid 25 °C. I rent vatten finns det alltså lika många "fria" protoner (egentligen oxoniumjoner) som hydroxidjoner, varför koncentrationen av både vätejonerna (oxoniumjonerna) och hydroxidjonerna är 10-7 M och såväl pOH som pH är lika med 7,0. Massverkans lag innebär att koncentrationen hydroxidjoner minskar proportionellt när man tillsätter en syra eftersom pH + pOH = 14 (vid 25 °C).

## Halvledarfysik
Inom fysiken av halvledare talar man om elektroner i ledningsbandet och hål i valensbandet. Dessa kan rekombinera (annihilera varandra). Vid termodynamisk jämvikt är rekombination lika stor som termisk generation av nya elektron-hål-par. Genom dopning med små mängder störämnen kan man tillföra extra hål eller elektroner. Massverkanslag säger att produkt av hålkoncentrationen {\displaystyle p} och elektronkoncentrationen {\displaystyle n} inte beror på dopning och är lika med produkten av deras intrinsiska koncentrationer {\displaystyle p_{i}=n_{i}} i den odopade halvledaren:
{\displaystyle pn=n_{i}^{2}.}

## Historik
Massverkans lag formulerades först av de två norska kemisterna Cato Guldberg och Peter Waage, som undersökte jämviktsreaktioner och jämviktskonstanter under perioden 1864 till 1879.